# Île Badu
Pour les articles homonymes, voir Badu.
L'île Badu est une île de la mer de Corail située au Queensland, au nord de l'Australie continentale. Elle se localise à l'ouest-nord-ouest de l'île Moa, et fait partie des îles du détroit de Torrès.
Des pêcheurs de perles ont établi des bases sur l'île dans les années 1870, et des missionnaires sont arrivés dans la même période. Au moment du maximum de la pêche il y a eu jusqu'à 13 bateaux dans les années 1950, mais l'activité à ensuite décliné.
L'île comporte un aérodrome, une école primaire, et un bureau de poste. La population était de 819 habitants en 2006.